# Avaria
L'avarìa, secondo l'accezione corrente, è il deterioramento di un bene, di un componente di un sistema o del sistema nel suo complesso, che lo rende inservibile o incapace di continuare a fornire la prestazione o funzione. L'avaria è distinta dalla perdita poiché quanto ne è oggetto in genere resta, sia pure inutilizzabile, nel possesso di chi lo deteneva o comunque il suo detentore ne mantiene il titolo.
Il termine ha una probabile derivazione dall'arabo ῾awār, col significato di "danno".

## Diritto marittimo
Il termine avaria in diritto della navigazione ha un significato caratteristico tratto dal gergo della marineria, e indica un danno occorso alla nave nel suo insieme (ad esempio nave in avaria) o nelle sue componenti (ad esempio, avaria al timone), oppure al carico, in tutto o in parte. Ma dal punto di vista dell'armamento, si intende per avaria più genericamente e contabilmente la negatività economica imprevista dell'armo. In questo senso il termine assume perciò accessoriamente valore di "spesa straordinaria" o "danno", nelle sue più varie accezioni. In quanto tale, patisce la medesima distinzione scolastica in avaria comune (o generale, o grossa) e avaria particolare (o avaria semplice). 
L'avaria particolare è quella derivante dal solo caso fortuito, da una concatenazione di eventi sui quali l'uomo non ha né influenza né effetto. Quella generale, invece, ha fra le sue cause, a qualunque ragione, una decisione o un'azione umana.
Più generalmente, nel trasporto con vettore l'avaria rileva principalmente in ordine alla determinazione delle eventuali responsabilità circa il deterioramento delle merci trasportate. La definizione delle responsabilità è in genere pattizia, quindi i codici in genere forniscono norme generali a titolo indicativo, da valersi in mancanza di patti specifici che ben possono anche capovolgerne il contenuto, spostando le responsabilità, ove accettate, anche a chi in linea di principio non ne sarebbe onerato. Circostanze afferenti alla valutazione dei rischi e al bilanciamento delle obbligazioni contrattuali possono condizionare i contraenti e, insieme con i riflessi sul prezzo delle prestazioni, adeguare la titolarità dei rischi a specifiche esigenze. La legge solitamente indica con precisione i termini usati nei contratti acciocché ne siano convenzionali, perciò stabilisce le definizioni dell'avaria e le sue distinzioni. Ciò che è meno derogabile è solitamente invece la responsabilità per i sinistri occorsi ai viaggiatori, ma l'avaria alle cose da questi seco trasportate resta soggetta in genere a una maggiore elasticità di convenzione.
In alcuni ordinamenti si riportano anche gli obblighi d'uso (principalmente del vettore). Vi sono, infatti, innanzitutto gli obblighi del vettore al buon trasporto, al fine di garantire la migliore conservazione delle merci a bordo, e si tratta di obblighi di antica concezione. Ma anche assolti gli obblighi, escluso inoltre che possa derivare da baratteria, il deterioramento può ugualmente verificarsi, quindi è di grande importanza stabilire se, in mancanza di patto diverso, il danno debba essere patito dal committente (proprietario delle merci), dal vettore, dal capitano, dall'assicuratore, da alcuni di essi, ed eventualmente in quale rispettiva misura. Secondo un principio di diritto internazionale di diffusa recezione, la contribuzione alle avarie comuni è regolata dalla legge nazionale della nave o dell'aeromobile. Ovviamente e generalmente, il vizio intrinseco della cosa trasportata ne pone l'eventuale avaria a tutto carico del solo committente, direttamente secondo il principio del res perit domino. Anche in caso di pirateria, del resto, quod praedones abstulerint, certum est eum perdere cuius fuerat, perciò anche il furto predonesco va rubricato fra le avarie particolari essendo la predazione una sorta di causa di forza maggiore, e il danno è in capo al committente.

## Assicurazione
Circa il rapporto con l'assicuratore, è in genere prevista una franchigia convenzionale al di sotto della quale questi non è tenuto a rispondere delle avarie. Vi è del resto tradizionalmente l'opzione fra clausole contrattuali sulla franchigia per il caso che l'assicurazione sia tenuta a rifondere l'intero danno (avaria) o solo parte di essa (sopra la franchigia); la nota clausola detta franco d'avaria ha diverse interpretazioni nei diversi ordinamenti e anche storicamente vi sono state variazioni negli stessi ordinamenti singolarmente presi. Variano perciò le obbligazioni specifiche dell'assicuratore in ordine ad avarie minori e non direttamente qualificabili come sinistro occorso alla cosa assicurata, così come sono diversamente considerate le ipotesi (non rare) di responsabilità per avaria minore causata o comunque consentita dal responsabile di vettura per evitare maggior danno (ad esempio l'azione di liberarsi del carico - gestito come zavorra - al fine di evitare il perimento dell'intero veicolo (periculi imminentis evitandi causa)). 
Anche la cosiddetta avaria di terza specie, riguardante i costi per la conservazione delle cose assicurate, ha portata ampia e interpretazioni varie. Vi si include talora il costo del recupero di merci oggetto di naufragio, in alternativa al definitivo loro abbandono, e soprattutto in marina questa pratica è all'origine di operazioni di recupero allestite da parte degli assicuratori nell'indifferenza degli armatori, che non vi hanno più interesse.
L'avaria è oggetto anche di numerose altre figure di contratto. Ad esempio nella vendita a distanza, l'avaria rileva, insieme con la perdita, per il compratore, in capo al quale in molti ordinamenti risiede il rischio di trasporto sin dal momento della consegna dal venditore al vettore; in genere però sono leciti anche in questo caso patti differenti.
L'azione per il risarcimento dell'avaria è detta proprio "azione d'avaria" e può essere promossa anche a proposito di stivaggio statico (in magazzini o depositi).

## Diritto internazionale
L'avaria è regolata a livello internazionale dalle regole di York e di Anversa (York-Antwerp rules) che furono per la prima volta redatte nel 1890 e sono oggi vigenti nel testo stabilito dal Comitato marittimo internazionale (Conferenza di Amburgo 1974).